# 에밀리 워치텔
에밀리 워치텔(Emily Wachtel, 1965년 3월 8일 ~ )은 미국의 배우, 텔레비전 배우, 영화배우이다.
뉴욕주에서 태어났다.

## 영화
- 럭키 뎀 (2013년)